# Lac Cișmigiu
Le lac Cişmigiu est un lac dans le centre de Bucarest (Secteur 1), situé dans le parc Cişmigiu.
Le lac a une surface de 29,500 m2, un longueur de 1,3 km, une largeur de 50 mètres et une profondeur de 1 à 2 mètres. Pendant l'hiver, le lac est asséché artificiellement et un skate park est organisé dans le lit du lac.

## Histoire
Le lac a été réalisé à partir d'une vieille bifurcation de la Dâmbovița et a été connu du temps de Matthieu Basarab en tant que Balta lui Dura neguțătorul (étang du marchand Dura).

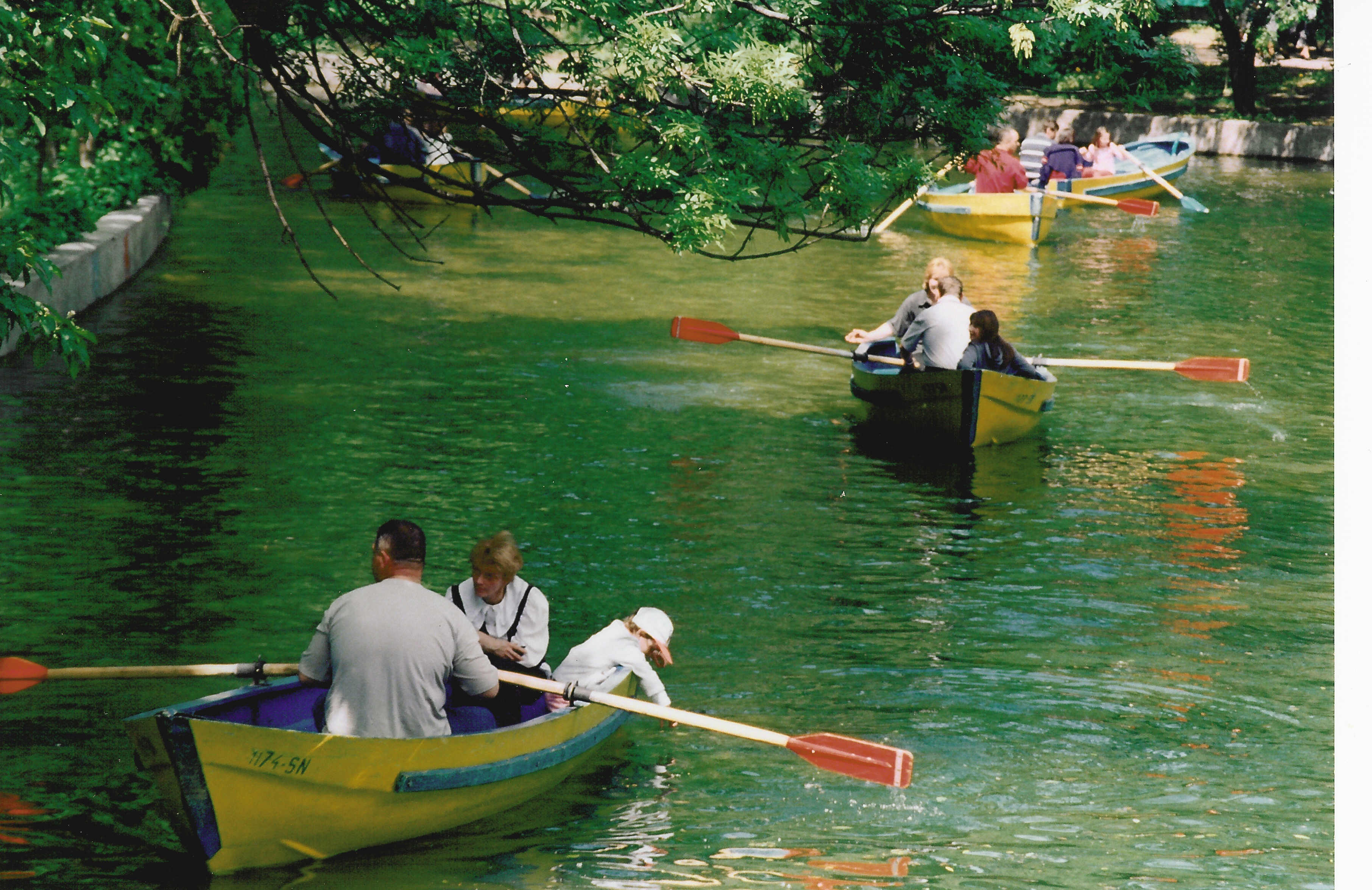
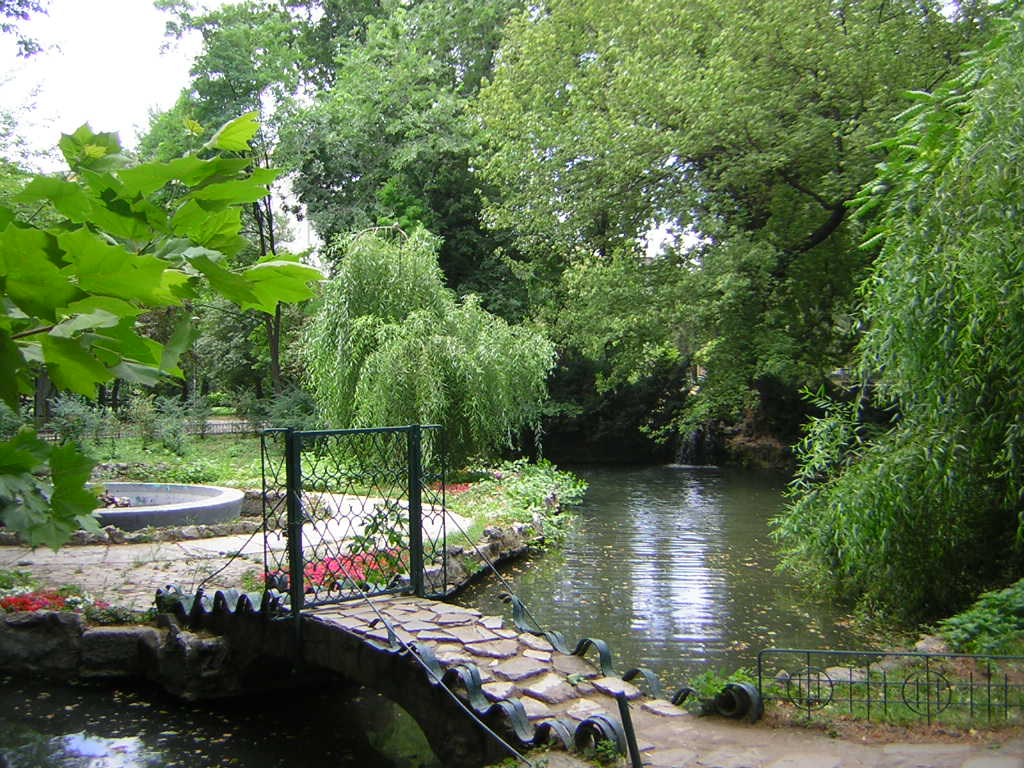
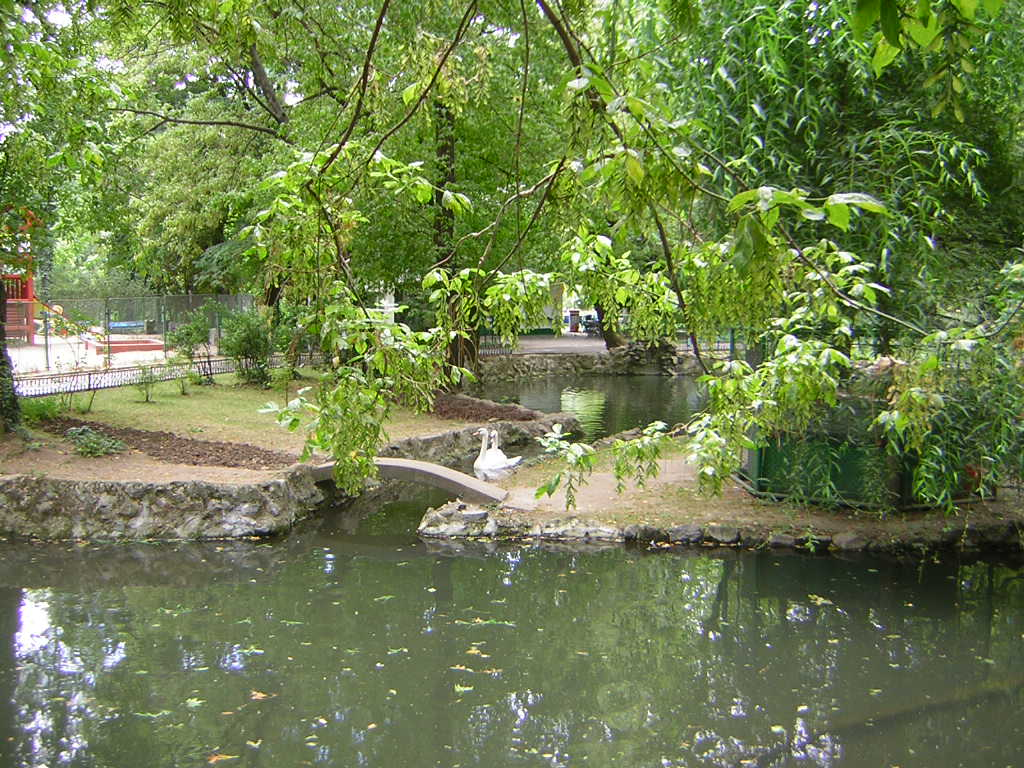